# Macaria liturata
Macaria liturata, conocida (en inglés) como el ángel barrado leonado, es una polilla perteneciente a la familia Geometridae, descrita por primera vez por Carl Alexander Clerck en 1759 y se encuentra en toda Europa y en el este del Paleártico hasta Japón.

## Descripción
Es una polilla pequeña con una envergadura es de 22 a 27 milímetros (0,9 a 1,1 plg). Las alas tienen un color de fondo gris púrpura. Presenta tres barras transversales oscuras en las alas delanteras, típicas de la especie, engrosadas en el borde anterior y que a menudo se disuelven en puntos. Tras la línea transversal exterior se observa una ancha banda transversal de color amarillo rojizo, que comienza con una mancha rojiza en el borde anterior y continúa hasta las alas traseras. Ocasionalmente, aparecen polillas parduscas de colores muy aberrantes que carecen de las líneas transversales y presentan anchas bandas transversales anaranjadas. Estas polillas se conocen como f. trexleri. Las alas delanteras están ligeramente dentadas o retraídas por debajo del ápice, mientras que las traseras presentan una punta o esquina corta en el centro.

### Huevo
El huevo tiene forma elíptica, estrechándose hacia la base y cubierto con un patrón reticulado distintivo. Alrededor del micrópilo se encuentran pequeñas verrugas y una roseta de siete hojas. Los huevos recién puestos son de color verdoso, que luego cambia a marrón rojizo con manchas blancas y finalmente a gris violáceo.

### Oruga
Las orugas adultas son de color gris verdoso o verde, la cabeza rojiza y presentan dos franjas laterales blancas paralelas, lo que les da la apariencia de las acículas de algunas plantas alimenticias.

### Pupa
Pupa robusta y compacta, de color marrón rojizo, tiene una larga espina terminal en el cremáster. Las cajas de las alas de color marrón negruzco.

## Ecología

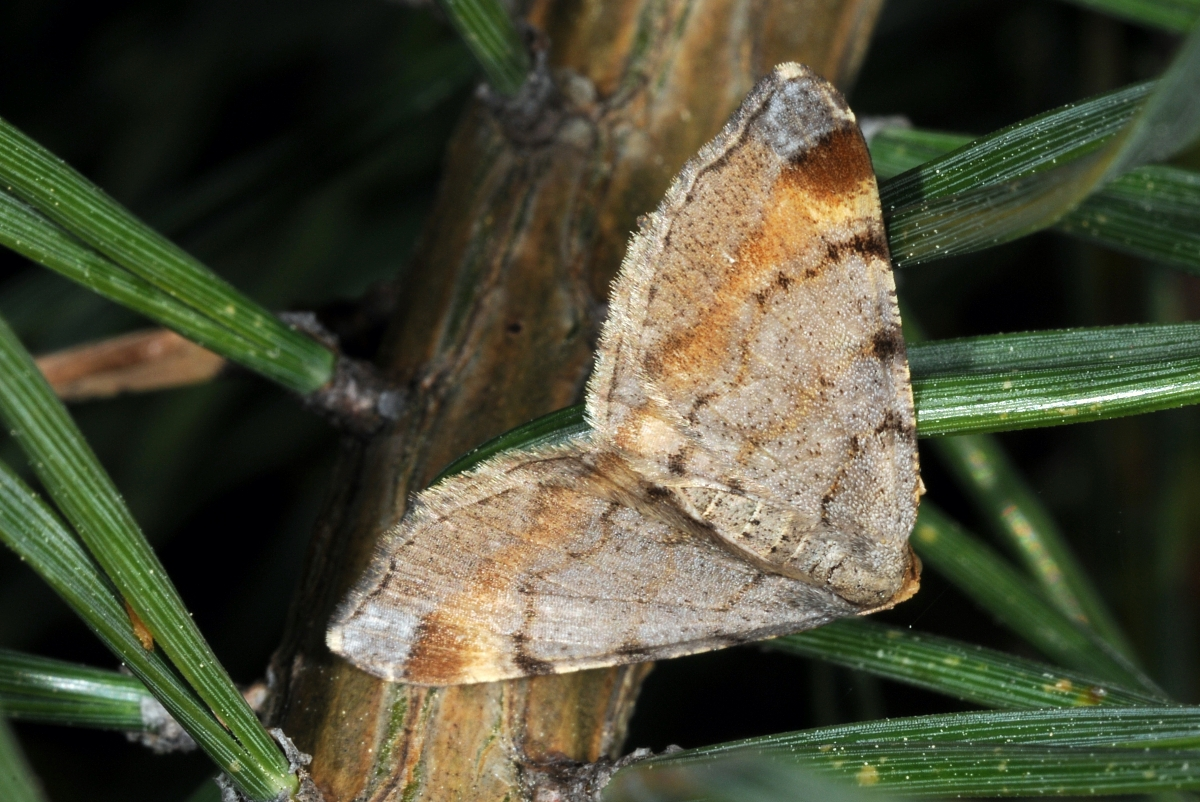
Espécimen de alemania.

Macaria liturata presenta una generación muy alargada desde finales de abril hasta principios de julio, pero en el regiones del sur hay una segunda cría en agosto.
Las orugas se alimentan de árboles coníferos incluyendo el pino silvestre y especies Picea. También se han reportado estar sobre el abeto Douglas, la tsuga del Pacífico, el alerce, el pino laricio, el cedro rojo japonés y la pícea de Sitka.
La especie habitante prefiere bosques de coníferas y mixtos. La pupa suele hibernar, desde octubre hasta abril, bajo el musgo o en la hojarasca, justo por debajo de la superficie. El tiempo que emergen depende del grosor del humus y en la cantidad de sombra disponible.

## Distribución
Macaria liturata es una de las especies Macaria más comunes en Europa central. La especie se distribuye desde las Islas Británicas hasta Siberia, el Extremo Oriente ruso y Japón. En el Mediterráneo meridional y occidental, se encuentra en Italia, los Balcanes, la región del Mar Negro y el Cáucaso. En el norte, se encuentra por encima del círculo polar ártico. Alcanza unos 1600 metros sobre el nivel del mar a nivel de los Alpes. La subespecie nominal se encuentra en el Paleártico occidental y Macaria liturata pressaria en el Paleártico oriental.